# Coppa del Mondo di sci alpino 2007
La Coppa del Mondo di sci alpino 2007 fu la quarantunesima edizione della manifestazione organizzata dalla Federazione Internazionale Sci; ebbe inizio l'11 novembre 2006 a Levi, in Finlandia, e si concluse il 18 marzo 2007 a Lenzerheide, in Svizzera. Per la prima volta venne assegnata una coppa di specialità relativa alle gare di combinata. Nel corso della stagione si tennero a Åre i Campionati mondiali di sci alpino 2007, non validi ai fini della Coppa del Mondo, il cui calendario contemplò dunque un'interruzione nel mese di febbraio.
In campo maschile furono disputate 36 delle 39 gare in programma (11 discese libere, 5 supergiganti, 6 slalom giganti, 10 slalom speciali, 4 supercombinate), in 17 diverse località. Il norvegese Aksel Lund Svindal si aggiudicò sia la coppa di cristallo, il trofeo assegnato al vincitore della classifica generale, sia quelle di slalom gigante e di combinata (assegnata per la prima volta); lo svizzero Didier Cuche vinse la Coppa di discesa libera, lo statunitense Bode Miller quella di supergigante e l'austriaco Benjamin Raich quella di slalom speciale. Raich era il detentore uscente della Coppa generale.
In campo femminile furono disputate 35 delle 36 gare in programma (9 discese libere, 7 supergiganti, 7 slalom giganti, 9 slalom speciali, 3 supercombinate), in 15 diverse località. Atlete austriache si aggiudicarono tutti i trofei in palio: Nicole Hosp vinse la coppa di cristallo e quella di slalom gigante, Renate Götschl quelle di discesa libera e di supergigante e la Marlies Schild quelle di slalom speciale e di combinata (assegnata per la prima volta). La croata Janica Kostelić era la detentrice uscente della Coppa generale.
Analogamente alla stagione precedente, in occasione delle finali di Lenzerheide fu disputata una gara a squadre mista, valida per l'assegnazione della Coppa delle Nazioni.

## Uomini

### Risultati
| Data             | Località               | Nazione     | Pista                          | Spec. | Primo                  | Secondo                | Terzo                  |
| ---------------- | ---------------------- | ----------- | ------------------------------ | ----- | ---------------------- | ---------------------- | ---------------------- |
| 29 ottobre 2006  | Sölden                 | Austria     | Rettenbach                     | GS    | annullata              | annullata              | annullata              |
| 12 novembre 2006 | Levi                   | Finlandia   | Levi Black                     | SL    | Benjamin Raich         | Markus Larsson         | Giorgio Rocca          |
| 25 novembre 2006 | Lake Louise            | Canada      | Men’s Olympic Downhill         | DH    | Marco Büchel           | Manuel Osborne-Paradis | Peter Fill             |
| 26 novembre 2006 | Lake Louise            | Canada      | Men’s Olympic Downhill         | SG    | John Kucera            | Mario Scheiber         | Patrik Järbyn          |
| 30 novembre 2006 | Beaver Creek           | Stati Uniti | Birds of Prey                  | SC    | Aksel Lund Svindal     | Marc Berthod           | Rainer Schönfelder     |
| 1º dicembre 2006 | Beaver Creek           | Stati Uniti | Birds of Prey                  | DH    | Bode Miller            | Didier Cuche           | Steven Nyman           |
| 2 dicembre 2006  | Beaver Creek           | Stati Uniti | Birds of Prey                  | GS    | Massimiliano Blardone  | Aksel Lund Svindal     | Ted Ligety             |
| 3 dicembre 2006  | Beaver Creek           | Stati Uniti | Birds of Prey                  | SL    | André Myhrer           | Michael Janyk          | Felix Neureuther       |
| 10 dicembre 2006 | Reiteralm              | Austria     | Gasselhöhe                     | SC    | Ivica Kostelić         | Romed Baumann          | Pierrick Bourgeat      |
| 15 dicembre 2006 | Val Gardena            | Italia      | Saslong                        | SG    | Bode Miller            | Christoph Gruber       | John Kucera            |
| 16 dicembre 2006 | Val Gardena            | Italia      | Saslong                        | DH    | Steven Nyman           | Didier Cuche           | Fritz Strobl           |
| 17 dicembre 2006 | Alta Badia             | Italia      | Gran Risa                      | GS    | Kalle Palander         | Bode Miller            | Didier Défago          |
| 18 dicembre 2006 | Alta Badia             | Italia      | Gran Risa                      | SL    | Markus Larsson         | Ted Ligety             | Ivica Kostelić         |
| 20 dicembre 2006 | Hinterstoder           | Austria     | Wertung                        | SG    | Bode Miller            | Peter Fill             | Hermann Maier          |
| 21 dicembre 2006 | Hinterstoder           | Austria     | Wertung                        | GS    | Aksel Lund Svindal     | François Bourque       | Kalle Palander         |
| 28 dicembre 2006 | Bormio                 | Italia      | Stelvio                        | DH    | Michael Walchhofer     | Didier Cuche           | Mario Scheiber         |
| 29 dicembre 2006 | Bormio                 | Italia      | Stelvio                        | DH    | Michael Walchhofer     | Peter Fill             | Mario Scheiber         |
| 6 gennaio 2007   | Adelboden              | Svizzera    | Chuenisbärgli                  | GS    | Benjamin Raich         | Massimiliano Blardone  | Aksel Lund Svindal     |
| 7 gennaio 2007   | Adelboden              | Svizzera    | Chuenisbärgli                  | SL    | Marc Berthod           | Benjamin Raich         | Mario Matt             |
| 13 gennaio 2007  | Wengen                 | Svizzera    | Lauberhorn                     | DH    | Bode Miller            | Didier Cuche           | Peter Fill             |
| 14 gennaio 2007  | Wengen                 | Svizzera    | Lauberhorn Männlichen/Jungfrau | SC    | Mario Matt             | Marc Berthod           | Silvan Zurbriggen      |
| 20 gennaio 2007  | Val-d'Isère            | Francia     | Oreiller-Killy                 | DH    | Pierre-Emmanuel Dalcin | Erik Guay              | Manuel Osborne-Paradis |
| 26 gennaio 2007  | Kitzbühel              | Austria     | Streifalm                      | SG    | annullata              | annullata              | annullata              |
| 28 gennaio 2007  | Kitzbühel              | Austria     | Streif                         | SL    | Jens Byggmark          | Mario Matt             | Alois Vogl             |
| 29 gennaio 2007  | Kitzbühel              | Austria     | Streif                         | SL    | Jens Byggmark          | Mario Matt             | Manfred Mölgg          |
| 29 gennaio 2007  | Kitzbühel              | Austria     | Streif                         | KB    | annullata              | annullata              | annullata              |
| 30 gennaio 2007  | Schladming             | Austria     | Planai                         | SL    | Benjamin Raich         | Jens Byggmark          | Mario Matt             |
| 23 febbraio 2007 | Garmisch-Partenkirchen | Germania    | Kandahar                       | DH    | Andrej Jerman          | Hans Grugger           | Erik Guay              |
| 24 febbraio 2007 | Garmisch-Partenkirchen | Germania    | Kandahar                       | DH    | Erik Guay              | Andrej Jerman          | Didier Cuche           |
| 25 febbraio 2007 | Garmisch-Partenkirchen | Germania    | Gudiberg                       | SL    | Mario Matt             | Felix Neureuther       | Benjamin Raich         |
| 3 marzo 2007     | Kranjska Gora          | Slovenia    | Podkoren                       | GS    | Benjamin Raich         | François Bourque       | Massimiliano Blardone  |
| 4 marzo 2007     | Kranjska Gora          | Slovenia    | Podkoren                       | SL    | Mario Matt             | Benjamin Raich         | Manfred Mölgg          |
| 9 marzo 2007     | Lillehammer Kvitfjell  | Norvegia    | Olympiabakken                  | SC    | Benjamin Raich         | Silvan Zurbriggen      | Aksel Lund Svindal     |
| 10 marzo 2007    | Lillehammer Kvitfjell  | Norvegia    | Olympiabakken                  | DH    | Didier Cuche           | Erik Guay              | Marco Büchel           |
| 11 marzo 2007    | Lillehammer Kvitfjell  | Norvegia    | Olympiabakken                  | SG    | Hans Grugger           | Mario Scheiber         | Didier Cuche           |
| 14 marzo 2007    | Lenzerheide            | Svizzera    | Silvano Beltrametti            | DH    | Aksel Lund Svindal     | Daniel Albrecht        | Christoph Gruber       |
| 15 marzo 2007    | Lenzerheide            | Svizzera    | Silvano Beltrametti            | SG    | Aksel Lund Svindal     | Benjamin Raich         | Erik Guay              |
| 17 marzo 2007    | Lenzerheide            | Svizzera    | Silvano Beltrametti            | GS    | Aksel Lund Svindal     | Massimiliano Blardone  | Bode Miller            |
| 18 marzo 2007    | Lenzerheide            | Svizzera    | Silvano Beltrametti            | SL    | Benjamin Raich         | Mario Matt             | Manfred Mölgg          |

Legenda:

DH = discesa libera

SG = supergigante

GS = slalom gigante

SL = slalom speciale

KB = combinata

SC = supercombinata

### Classifiche

#### Generale

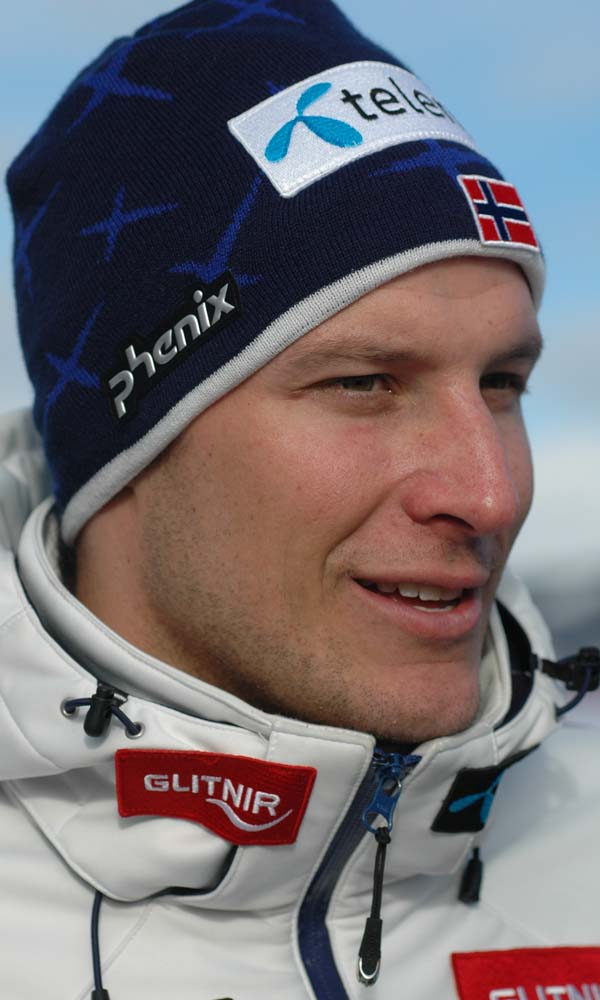
Aksel Lund Svindal nel 2008

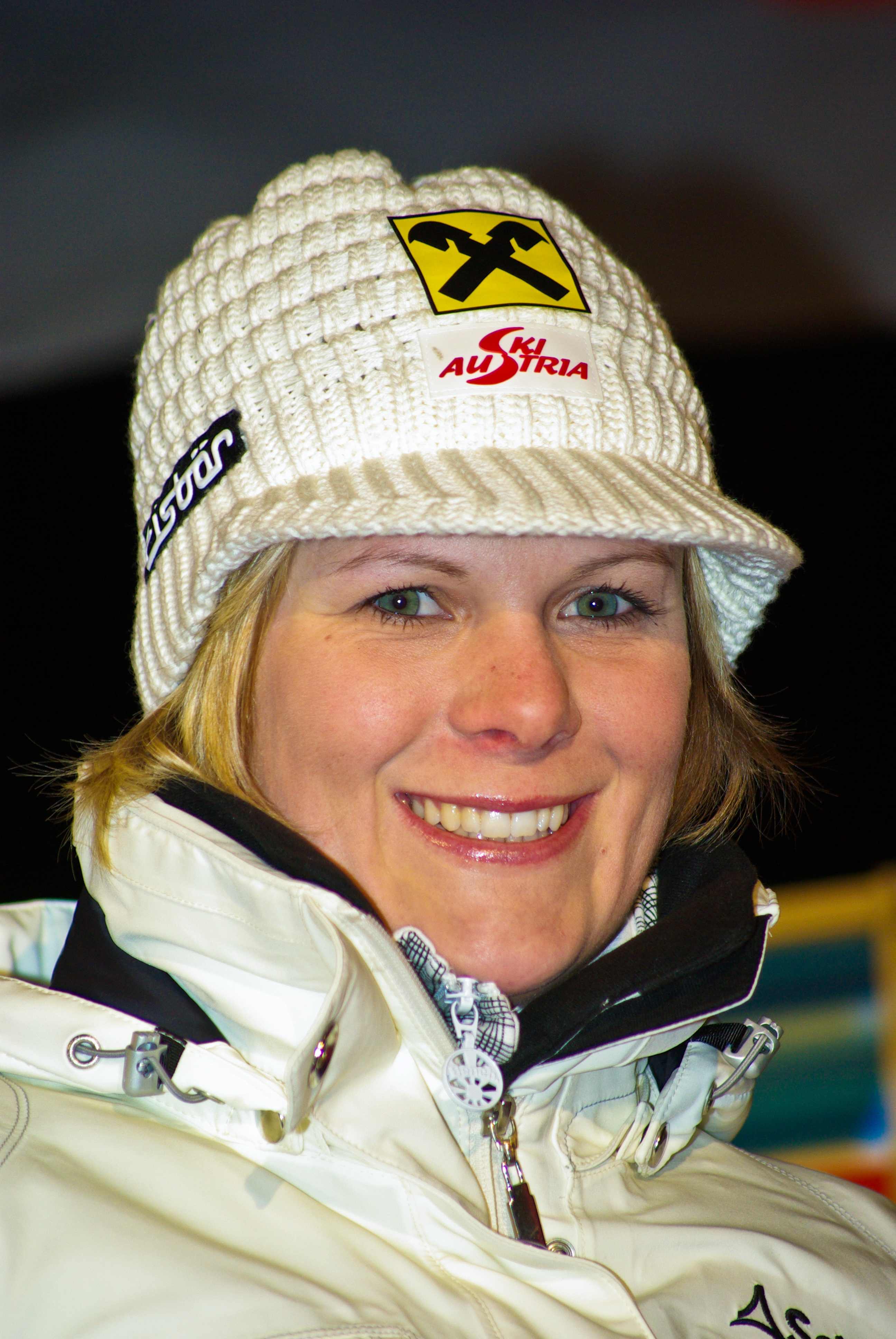
Nicole Hosp nel 2008

| Pos. | Nome               | Nazione       | Punti |
| ---- | ------------------ | ------------- | ----- |
| 1    | Aksel Lund Svindal | Norvegia      | 1268  |
| 2    | Benjamin Raich     | Austria       | 1255  |
| 3    | Didier Cuche       | Svizzera      | 1098  |
| 4    | Bode Miller        | Stati Uniti   | 882   |
| 5    | Mario Matt         | Austria       | 744   |
| 6    | Peter Fill         | Italia        | 694   |
| 7    | Marco Büchel       | Liechtenstein | 635   |
| 8    | Marc Berthod       | Svizzera      | 591   |
| 9    | Mario Scheiber     | Austria       | 584   |
| 10   | Kalle Palander     | Finlandia     | 546   |

#### Discesa libera
| Pos. | Nome               | Nazione       | Punti |
| ---- | ------------------ | ------------- | ----- |
| 1    | Didier Cuche       | Svizzera      | 652   |
| 2    | Marco Büchel       | Liechtenstein | 471   |
| 3    | Erik Guay          | Canada        | 393   |
| 4    | Peter Fill         | Italia        | 382   |
| 5    | Michael Walchhofer | Austria       | 370   |

#### Supergigante
| Pos. | Nome               | Nazione     | Punti |
| ---- | ------------------ | ----------- | ----- |
| 1    | Bode Miller        | Stati Uniti | 304   |
| 2    | Didier Cuche       | Svizzera    | 208   |
| 3    | John Kucera        | Canada      | 194   |
| 4    | Mario Scheiber     | Austria     | 190   |
| 5    | Aksel Lund Svindal | Norvegia    | 181   |

#### Slalom gigante
| Pos. | Nome                  | Nazione   | Punti |
| ---- | --------------------- | --------- | ----- |
| 1    | Aksel Lund Svindal    | Norvegia  | 416   |
| 2    | Massimiliano Blardone | Italia    | 380   |
| 3    | Benjamin Raich        | Austria   | 319   |
| 4    | Kalle Palander        | Finlandia | 299   |
| 5    | François Bourque      | Canada    | 249   |

#### Slalom speciale
| Pos. | Nome           | Nazione | Punti |
| ---- | -------------- | ------- | ----- |
| 1    | Benjamin Raich | Austria | 605   |
| 2    | Mario Matt     | Austria | 600   |
| 3    | Jens Byggmark  | Svezia  | 490   |
| 4    | Markus Larsson | Svezia  | 340   |
| 5    | Manfred Mölgg  | Italia  | 334   |

#### Combinata
| Pos. | Nome               | Nazione  | Punti |
| ---- | ------------------ | -------- | ----- |
| 1    | Aksel Lund Svindal | Norvegia | 232   |
| 2    | Marc Berthod       | Svizzera | 202   |
| 3    | Ivica Kostelić     | Croazia  | 200   |
| 4    | Silvan Zurbriggen  | Svizzera | 169   |
| 5    | Benjamin Raich     | Austria  | 166   |

## Donne

### Risultati
| Data             | Località              | Nazione     | Pista                  | Spec. | Prima                | Seconda                       | Terza                 |
| ---------------- | --------------------- | ----------- | ---------------------- | ----- | -------------------- | ----------------------------- | --------------------- |
| 28 ottobre 2006  | Sölden                | Austria     | Rettenbach             | GS    | annullata            | annullata                     | annullata             |
| 12 novembre 2006 | Levi                  | Finlandia   | Levi Black             | SL    | Marlies Schild       | Nicole Hosp                   | Kathrin Zettel        |
| 24 novembre 2006 | Aspen                 | Stati Uniti | Lower Ruthie's         | GS    | Kathrin Zettel       | Tanja Poutiainen              | Michaela Kirchgasser  |
| 26 novembre 2006 | Aspen                 | Stati Uniti | Lower Ruthie's         | SL    | Marlies Schild       | Nicole Hosp                   | Therese Borssén       |
| 1º dicembre 2006 | Lake Louise           | Canada      | Men’s Olympic Downhill | DH    | Maria Riesch         | Lindsey Vonn                  | Nadia Fanchini        |
| 2 dicembre 2006  | Lake Louise           | Canada      | Men’s Olympic Downhill | DH    | Lindsey Vonn         | Renate Götschl                | Anja Pärson           |
| 3 dicembre 2006  | Lake Louise           | Canada      | Men’s Olympic Downhill | SG    | Renate Götschl       | Lindsey Vonn                  | Kelly VanderBeek      |
| 15 dicembre 2006 | Reiteralm             | Austria     | Gasselhöhe             | SC    | Marlies Schild       | Michaela Kirchgasser          | Kathrin Zettel        |
| 16 dicembre 2006 | Reiteralm             | Austria     | Gasselhöhe             | SG    | Renate Götschl       | Nicole Hosp                   | Martina Schild        |
| 19 dicembre 2006 | Val-d'Isère           | Francia     | Oreiller-Killy         | DH    | Julia Mancuso        | Renate Götschl                | Lindsey Vonn          |
| 20 dicembre 2006 | Val-d'Isère           | Francia     | Oreiller-Killy         | DH    | Lindsey Vonn         | Julia Mancuso                 | Anja Pärson           |
| 21 dicembre 2006 | Val-d'Isère           | Francia     | Diebold                | SL    | Marlies Schild       | Annemarie Gerg                | Therese Borssén       |
| 28 dicembre 2006 | Semmering             | Austria     | Hirschenkogel          | GS    | Kathrin Zettel       | Nicole Hosp                   | Marlies Schild        |
| 29 dicembre 2006 | Semmering             | Austria     | Hirschenkogel          | SL    | Therese Borssén      | Kathrin Zettel                | Marlies Schild        |
| 4 gennaio 2007   | Zagabria Sljeme       | Croazia     | Crveni Spust           | SL    | Marlies Schild       | Ana Jelušić                   | Šárka Záhrobská       |
| 6 gennaio 2007   | Kranjska Gora         | Slovenia    | Podkoren               | GS    | Nicole Hosp          | Nicole Gius                   | Tanja Poutiainen      |
| 7 gennaio 2007   | Kranjska Gora         | Slovenia    | Podkoren               | SL    | Marlies Schild       | Šárka Záhrobská               | Veronika Zuzulová     |
| 13 gennaio 2007  | Altenmarkt Zauchensee | Austria     | Weltcupstrecke         | DH    | Renate Götschl       | Dominique Gisin               | Julia Mancuso         |
| 14 gennaio 2007  | Altenmarkt Zauchensee | Austria     | Weltcupstrecke         | SC    | Julia Mancuso        | Lindsey Vonn                  | Marlies Schild        |
| 19 gennaio 2007  | Cortina d'Ampezzo     | Italia      | Olimpia delle Tofane   | SG    | Julia Mancuso        | Nicole Hosp                   | Renate Götschl        |
| 20 gennaio 2007  | Cortina d'Ampezzo     | Italia      | Olimpia delle Tofane   | DH    | Renate Götschl       | Julia Mancuso                 | Marie Marchand-Arvier |
| 21 gennaio 2007  | Cortina d'Ampezzo     | Italia      | Olimpia delle Tofane   | GS    | Karen Putzer         | Julia Mancuso                 | Denise Karbon         |
| 26 gennaio 2007  | San Sicario           | Italia      | Fraiteve Olympique     | SG    | Renate Götschl       | Lindsey Vonn                  | Christine Sponring    |
| 27 gennaio 2007  | San Sicario           | Italia      | Fraiteve Olympique     | DH    | Renate Götschl       | Elisabeth Görgl               | Maria Holaus          |
| 28 gennaio 2007  | San Sicario           | Italia      | Fraiteve Olympique     | SG    | Lindsey Vonn         | Renate Götschl                | Christine Sponring    |
| 24 febbraio 2007 | Sierra Nevada         | Spagna      | Fuente del Tesoro      | GS    | Michaela Kirchgasser | Nicole Hosp                   | Tanja Poutiainen      |
| 25 febbraio 2007 | Sierra Nevada         | Spagna      | Neveros                | SL    | Marlies Schild       | Tanja Poutiainen              | Veronika Zuzulová     |
| 2 marzo 2007     | Tarvisio              | Italia      | Di Prampero            | SC    | Nicole Hosp          | Julia Mancuso                 | Marlies Schild        |
| 3 marzo 2007     | Tarvisio              | Italia      | Di Prampero            | DH    | Julia Mancuso        | Renate Götschl                | Emily Brydon          |
| 4 marzo 2007     | Tarvisio              | Italia      | Di Prampero            | SG    | Renate Götschl       | Nicole Hosp                   | Julia Mancuso         |
| 10 marzo 2007    | Zwiesel               | Germania    | Arber                  | GS    | Tanja Poutiainen     | Nicole Hosp                   | Michaela Kirchgasser  |
| 11 marzo 2007    | Zwiesel               | Germania    | Arber                  | SL    | Marlies Schild       | Anna Ottosson Šárka Záhrobská |                       |
| 14 marzo 2007    | Lenzerheide           | Svizzera    | Silvano Beltrametti    | DH    | Renate Götschl       | Marlies Schild                | Marie Marchand-Arvier |
| 15 marzo 2007    | Lenzerheide           | Svizzera    | Silvano Beltrametti    | SG    | Anja Pärson          | Andrea Fischbacher            | Marlies Schild        |
| 17 marzo 2007    | Lenzerheide           | Svizzera    | Silvano Beltrametti    | SL    | Nicole Hosp          | Anja Pärson                   | Veronika Zuzulová     |
| 18 marzo 2007    | Lenzerheide           | Svizzera    | Silvano Beltrametti    | GS    | Nicole Hosp          | Kathrin Hölzl                 | Michaela Kirchgasser  |

Legenda:

DH = discesa libera

SG = supergigante

GS = slalom gigante

SL = slalom speciale

SC = supercombinata

### Classifiche

#### Generale
| Pos. | Nome                 | Nazione     | Punti |
| ---- | -------------------- | ----------- | ----- |
| 1    | Nicole Hosp          | Austria     | 1572  |
| 2    | Marlies Schild       | Austria     | 1482  |
| 3    | Julia Mancuso        | Stati Uniti | 1356  |
| 4    | Renate Götschl       | Austria     | 1300  |
| 5    | Anja Pärson          | Svezia      | 885   |
| 6    | Lindsey Vonn         | Stati Uniti | 808   |
| 7    | Tanja Poutiainen     | Finlandia   | 783   |
| 8    | Michaela Kirchgasser | Austria     | 657   |
| 9    | Šárka Záhrobská      | Rep. Ceca   | 593   |
| 10   | Ingrid Jacquemod     | Francia     | 584   |

#### Discesa libera
| Pos. | Nome             | Nazione     | Punti |
| ---- | ---------------- | ----------- | ----- |
| 1    | Renate Götschl   | Austria     | 705   |
| 2    | Julia Mancuso    | Stati Uniti | 536   |
| 3    | Lindsey Vonn     | Stati Uniti | 390   |
| 4    | Anja Pärson      | Svezia      | 293   |
| 5    | Ingrid Jacquemod | Francia     | 264   |

#### Supergigante
| Pos. | Nome                  | Nazione     | Punti |
| ---- | --------------------- | ----------- | ----- |
| 1    | Renate Götschl        | Austria     | 540   |
| 2    | Nicole Hosp           | Austria     | 352   |
| 3    | Lindsey Vonn          | Stati Uniti | 310   |
| 4    | Julia Mancuso         | Stati Uniti | 273   |
| 5    | Alexandra Meissnitzer | Austria     | 207   |

#### Slalom gigante
| Pos. | Nome                 | Nazione     | Punti |
| ---- | -------------------- | ----------- | ----- |
| 1    | Nicole Hosp          | Austria     | 490   |
| 2    | Tanja Poutiainen     | Finlandia   | 419   |
| 3    | Michaela Kirchgasser | Austria     | 357   |
| 4    | Julia Mancuso        | Stati Uniti | 275   |
| 5    | Kathrin Hölzl        | Germania    | 228   |

#### Slalom speciale
| Pos. | Nome              | Nazione    | Punti |
| ---- | ----------------- | ---------- | ----- |
| 1    | Marlies Schild    | Austria    | 760   |
| 2    | Nicole Hosp       | Austria    | 418   |
| 3    | Šárka Záhrobská   | Rep. Ceca  | 405   |
| 4    | Therese Borssén   | Svezia     | 389   |
| 5    | Veronika Zuzulová | Slovacchia | 344   |

#### Combinata
| Pos. | Nome                 | Nazione     | Punti |
| ---- | -------------------- | ----------- | ----- |
| 1    | Marlies Schild       | Austria     | 220   |
| 2    | Julia Mancuso        | Stati Uniti | 195   |
| 3    | Nicole Hosp          | Austria     | 190   |
| 4    | Michaela Kirchgasser | Austria     | 152   |
| 5    | Resi Stiegler        | Stati Uniti | 119   |

## Coppa delle Nazioni

### Risultati
| Data          | Località    | Nazione  | Pista               | Prima | Seconda                                                                                                   | Terza |
| ------------- | ----------- | -------- | ------------------- | --- | --- | --- |
| 16 marzo 2007 | Lenzerheide | Svizzera | Silvano Beltrametti | Austria Andrea Fischbacher Christoph Gruber Reinfried Herbst Michaela Kirchgasser Manfred Pranger Mario Scheiber | Italia Massimiliano Blardone Chiara Costazza Cristian Deville Peter Fill Daniela Merighetti Manfred Mölgg | Francia Yannick Bertrand Florine de Leymarie Jean-Baptiste Grange Ingrid Jacquemod Julien Lizeroux Marie Marchand-Arvier |

### Classifiche
Le classifiche della Coppa delle Nazioni vengono stilate sommando i punti ottenuti da ogni atleta in ogni gara individuale e quelli assegnati nella gara a squadre.

#### Generale
| Pos. | Nazione     | Punti |
| ---- | ----------- | ----- |
| 1    | Austria     | 14735 |
| 2    | Svizzera    | 5861  |
| 3    | Stati Uniti | 5297  |
| 4    | Italia      | 5136  |
| 5    | Svezia      | 4177  |

#### Uomini
| Pos. | Nazione     | Punti |
| ---- | ----------- | ----- |
| 1    | Austria     | 6610  |
| 2    | Svizzera    | 3982  |
| 3    | Italia      | 3080  |
| 4    | Canada      | 2258  |
| 5    | Stati Uniti | 2154  |

#### Donne
| Pos. | Nazione     | Punti |
| ---- | ----------- | ----- |
| 1    | Austria     | 8125  |
| 2    | Stati Uniti | 3143  |
| 3    | Svezia      | 2340  |
| 4    | Italia      | 2056  |
| 5    | Svizzera    | 1879  |